# Mine de Boulby
La mine de Boulby est une mine souterraine de potasse située en Yorkshire du Nord au Royaume-Uni. Son gisement a été découvert en 1969. Sa production a débuté en 1973. Elle est la seconde mine la plus profonde d'Europe, après la mine de Pyhäjärvi, avec une profondeur de 1 400 m.